# Himera iz Arezza
Himera iz Arezza (italijansko Chimera di Arezzo) velja za najboljši primer starih etruščanskih umetnin . Britanski umetnostni zgodovinar David Ekserdjian je skulpturo opisal kot »ena najbolj osupljivih živalskih skulptur in najvišja mojstrovina etruščanskega bronastega litja.«  V celoti izdelana iz brona meri 78,5 cm visok, dolžina 129 cm , je bila najdena skupaj z majhno zbirko drugih bronastih kipov v Arezzu, starodavnem etruščanskem in rimskem mestu v Toskani. Kip je bil prvotno del večje kiparske skupine, ki je predstavljala boj med Himero in grškim junakom Belerofontom. Ta skulptura je bila verjetno ustvarjena kot votivni dar etruščanskemu bogu Tiniu.

## Zgodovina Himere
Po grški mitologiji je bila Himera pošast z levjo glavo, kozjim trupom in zmajskim repom IZ Likije v Mali Aziji. Kot potomka Tifona in Ehidne je Himera zelo hitro opustošila Likijo . Likijski kralj Iobates, ki je bil prizadet zaradi uničenja njegove dežele, je mlademu bojevniku po imenu Belerofont naročil naj ubije grozljivo Himero, tudi kot uslugo sosednjemu kralju Proetu. Proet je želel, da bi Belerofont umrl, ker ga je njegova žena obtožila, da jo je posilil in domneval, da bo bojevnik umrl v poskusu ubiti zver. Belerofont se je na krilatem konju Pegazu odpravil in zmagal v bitki s Himero. Dobil je ne samo roko Iobatesove hčerke, temveč tudi njegovo kraljestvo. Ta zgodba je bila umetnostnim zgodovinarjem razlog, da je bila Himera iz Arezza prvotno del skupinske skulpture, ki je vključevala Belerofonta in Pegaza. Votivni dar za bogove je pogosto predstavljal mitološke zgodbe. Okrogla luknja na levi ritnici Himera bi lahko nakazala mesto, na katerega je Belerofont udaril zver z zdaj-manjkajočim kopjem. [2] Prva znana literarna omemba je bila v Homerjevi Iliadi in Heziodova epska poezija pa v 8. stoletju pr. n. šz. tudi omenja Himero. 
V odgovor na vprašanja o pravem značaju kipa je Vasari pisal v svoji Razmišljanja o izumih, ki jih je naslikal v Firencah v palači njihovih prejasnih visočanstev. 
Rep je bil obnovljen leta 1785, ko ga je pistoieški kipar Francesco Carradori (ali njegov učitelj Innocenzo Spinazzi) zamenjal, nepravilno namestil kačo, da bi ugriznila kozji rog. Veliko bolj verjetno je, da se je kača morala umakniti proti Belerofontu, ker je grizenje glave koze pomenilo, da je grizel sebe. Napis na desni prednji nogi je v starodavnem etruščanskem jeziku. Različno je bil dešifriran, nazadnje naj bi prebrali TINSCVIL, kar pomeni: »Darilo, ki pripada Tinii« , kar kaže, da je bil bron votivni predmet, posvečen najvišjemu etruščanskemu boga dneva, Tin ali Tinia. Ocenjeno je, da je prvotni kip nastal okoli leta 400 pr. n. št.
Leta 1718 je bil kip preseljen v galerijo Uffizi, kasneje pa je skupaj s preostalo Cosima I. zbirko odnesli v Palazzo della Crocetta. Dvorni intelektualci tistega časa so obravnavali Himero iz Arezza kot simbol prevlade Medičejcev Velikega vojvodstva Toskane. Sedaj je v Nacionalnem arheološkem muzeju v Firencah. Na kratko je bila posojena v Gettyjevo vilo za razstavo leta 2010.
Kip je verjetno naročil aristokratski klan ali uspešna skupnost in je bil postavljen v svetišču v bližini starega etruščanskega mesta Arezzo, približno 80 km jugovzhodno od Firenc. Himera je bila ena od zbirk brona, ki je bila v klasični antiki skrbno zakopana zaradi varnosti. Bronasta replika zdaj stoji blizu mesta prvotnega odkritja.

### Etruščani
Etruščani so bili bogata civilizacija v starodavni Italiji s koreninami v starodavni regiji Etruriji, ki je obstajala v začetku 8. in 6. stoletja pr. n. št. in razširila v delu sodobne Toskane, zahodne Umbrije in severnega Lacija . Regija je postala del rimske republike po rimsko-etruščanskih vojnah.
Zaradi močnega vpliva starogrške kulture je za etruščansko umetnost značilna uporaba terakote, obdelava kovin, zlasti brona, pa tudi nakit in gravirane geme . Kovinski in bronast nakit iz Sredozemlja se je hitro začel pojavljati okoli Etrurije. Zgodovinarjem ni jasno, kdaj se je začelo trgovanje z vzhodnim Sredozemljem, vendar je jasno, da so se morali tako Feničani kot tudi Grki zanimati za kovinske rude Etrurije, kar je povzročilo povečanje priljubljenosti umetniške trgovine v teh regijah. Etruščani so bili znani po svoji umetnosti v orientaliziranem obdobju 700-600 pr. n. št., arhaičnem obdobju 600-480 pr. n. št. in helenističnem obdobju od 2. do 1. stoletja pr. n. št.

### Odkritje
Odkrili so ga gradbeni delavci 15. novembra 1553 pri blizu vrat San Lorentio v Arezzu (antičnem Arretiumu) . Kip so hitro zahtevali za zbirko velikega vojvode Toskane Medičejca, Cosima I., ki ga je javno razstavil v Palazzo Vecchio v dvorani Lea X.. Cosimo je v svojem lastnem studiu v palači Pitti postavil tudi manjše bronaste kipe iz palače, kjer je bil »vojvoda zelo vesel, da jih je sami čistil z nekaj zlatarskega orodja«, kot je poročal Benvenuto Cellini v svoji avtobiografiji . Ob odkritju kipa je manjkala kača in njena leva sprednja in zadnje tace . Zaradi razdrobljenega stanja ob odkritju so kip prvotno obravnavali kot leva. Italijanski slikar Giorgio Vasari je motive kipov študiral iz starih grških in rimskih kovancev, kot je srebrni stater s podobo Himere, in kip natančno identificiral. Sčasoma je bil uradno označen kot del večjega dela, ki je prikazoval boj med Himera in grškim junakom Belerofontom. Skulptura je bila najdena med drugimi majhnimi kosi, ki so služili kot votivni dar bogu Tiniju. Ta skulptura je lahko služila tudi kot etruščanska verska predanost. Po odkritju je našel svoje mesto v Firencah, kjer je ostal do leta 1718 in prenosa v palači Uffizi.  Od leta 1870 je Himaera iz Arezza v Narodnem arheološkem muzeju v Firencah. Ker je skulptura romala skozi razne muzeje v Firencah, je pritegnila pozornost umetnikov in zgodovinarjev.

## Ikonografija
Tipična ikonografija mita o Himeri prikazuje vojno Belerofonta, kako se sooča s Himero ali se jaha na vrhu ali ob njej. Ta ikonografija se je začela pojavljati na grških posodah leta 600 pr. n. št.. Himera iz Arezza predstavlja zelo podrobno in zapleteno kompozicijo, ki je bila najverjetneje namenjena prikazu in ogledu v krogu. Himera očitno izraža bolečino s telesom. Njena drža je zvita, njen obraz in gobec sta odprta, ker jo je prizadel Belerofont. Podobno kot helenistični kipi, oblika Himere in govorica telesa izražata gibanje, pa tudi jasno napetost in moč zverinine mišice in pri gledalcu zbudi občutek globoke čustvene bolečine in zanimanja za razmišljanje o tem gibanju.
Očitno pod vplivom mediteranske mitološke kulture je to bronasto delo dokaz etruščanskih kiparjev o obvladovanju ne le medijskega, temveč tudi mitološkega znanja. Umetnostni zgodovinar A. Maggiani daje podrobnosti o jasnem italijanskem kontekstu, tako da opozarja na ikonografske primerjave v Magna Graeciji, kot sta Metaponto in Kaulonia. Italci se sklicujejo na grško govoreče prebivalstvo v južni Italiji pred Rimskim imperijem. Magna Graecia se nanaša na grške kolonije, ki so bile ustanovljene v južni Italiji od 8. stoletja pr. n. št. naprej. S stališča Italcev, so ti trendi jasen pokazatelj naraščajoče popularnosti arhitekture in kiparstva Atike ali Aten. Stare Atence se je uvrščalo med najvišje družbe. Njihova umetnost, religija in kultura je bila vidna kot grški dosežek. Medtem ko so stari Atenci že zdavnaj izginili, so njihovo delo in način življenja še vedno zelo cenili in ga želeli posnemati. Zgodovinarji so na splošno prišli do soglasja, da so Himero iz Arezza izdelali italski obrtniki v zadnjih desetletjih 5. stoletja pr. n. št. ali v začetku 4. stoletja pr. n. št.. Dejstvo, da je bila ta skulptura votivni dar, je opomnik bogastva in prefinjenosti etruščanskih elit.

## Metode in materiali
V 3. tisočletju pr. n. št. so starodavni livarski delavci s poskusi in napakami, ki jih je imel bron, v primerjavi s čistim bakrom, odkrili možno izdelavo umetniškega kiparjenja. Bron je ostal tekoč dlje, ko so polnili model, zaradi nižjega tališča. Bron je odlična kovina za litje kipov zaradi višje natezne trdnosti . Otok Ciper je dal večino brona, ki se je uporabljal v umetniške namene v celotni antični sredozemski regiji.
Najzgodnejše oblike grških bronastih skulptur so bile preproste, ročno obdelane plošče iz brona, znane kot sphyrelaton (dobesedno, 'tolčen s kladivom'). Kot sodobna glinasta skulptura, je mogoče te kovinske plošče okrasiti s tolčenjem s kladivom preko različnih lesenih oblik, in ustvarili želeni videz ali globino. Način je bil kasneje prilagojen in postal tehnika, znana danes kot preris. V poznem arhaičnem obdobju (približno 500-480 pr. n. št.) je sphyrelaton izgubil priljubljenost, saj je tehnika ulivanja z izgubljenim voskom postala primarna oblika kiparstva. To litje so dosegli na tri različne načine, od katerih ima vsak svoj želeni učinek. Prva in najzgodnejša metoda je bilo trdno litje, ki je zahtevala, da je model kipa oblikovan v trdnem vosku in nato izklesan. Druga metoda je bilo litje votlega izgubljenega voska in je nastalo z neposrednim procesom. Nazadnje, tretja je bilo litje z izgubljenim voskom s posrednim procesom. Model je bil zapakiran v glino, nato pa žgan v žarilni peči da bi odstranili vosek in utrdili glino. Model je bil preobrnjen in kovinski vložek znotraj njega je ustvarili odlitek. Ko se ohladil so model iz gline razbili, da bi razkrili trdno bronasto repliko.
Za manjše podrobnosti so kiparji pogosto naredili oči iz stekla in naslikali na lase, detajle oblačil in barvo kože. Izgubljeni v antiki, večino zgodovinskih spoznanj o tem, kako bi zgledali določeni bronasti kipi, izhaja iz preučevanja ohranjenih rimskih marmornih kopij.

## Razstave
- 15. septembra 2012 - 9. decembra 2012 na Kraljevi akademiji umetnosti "Bronze"[15]
- 16. julij 2009 - 8. februar 2010 v Gettyjevi vili[16]